# Gnade Gottes (Johanngeorgenstadt)
Gnade Gottes war ein bedeutender Stolln im Bergrevier Johanngeorgenstadt im sächsischen Erzgebirge. Mit diesem Stolln wurde der vordere und mittlere Fastenberg bergmännisch aufgeschlossen. Das am weitesten vorgetriebene Stollnort befindet sich in der Nähe des Erzengel-Gabriel-Tageschachts. In den vielen Bereichen, die der St. Georg Stolln nicht erreicht hat, war der Gnade Gottes Stolln somit auch der tiefste Stolln zur Wasserlösung. Im Verlauf seiner Betriebsgeschichte wurden mehrere Stollnflügel bis zu den ertragreichsten Bergwerken von Johanngeorgenstadt aufgefahren. Darüber hinaus erlaubten diese Stollnflügel eine Erkundung bzw. Beurteilung der bergmännischen Aussichten. Letzte Vortriebe unter dem Namen Gnade Gottes Stolln fanden noch bis 1945 unter der Regie von Sachsenerz als Betriebsabteilung Vereinigt Feld im Fastenberge statt. Die dann daraufhin folgenden Auffahrungen durch das Wismutobjekts 01 im Gnade-Gottes-Stollnniveau wurden nur noch mit Nummern benannt.
Die komplexe und für den Johanngeorgenstädter Bergbau sehr bedeutende Montangeschichte des Gnade Gottes Stollns sowie im Speziellen von Gnade Gottes und Neujahrs Maaßen ist bisher erst in wenigen und bruchstückhaften Fragmenten publiziert worden.

## Geografische Lage
Das Mundloch des Stollns befindet sich im Stadtteil Wittigsthal an der Wittigstalstraße. Stolln und Mundloch sind heute noch als technische Denkmale erhalten.

## Gnade Gottes Stolln

### Geschichte
Am mittleren Fastenberg, auf dem sich Johanngeorgenstadt erstreckt, wurden vom 17. bis ins 20. Jahrhundert mehrere Gruben zum Abbau unmittelbar benachbarter Erzgänge betrieben. Dazu zählte auch der Trinitatis 1663, also neun Jahre nach der Stadtgründung, gemutete und bei 675 m ü. NN angeschlagene Gnade Gottes Stolln. Der Stolln selber wurde bis in den Bereich der Gänge von Georg Wagsfort auf einem tauben Gang aufgefahren. Im Jahr 1698 wurde man in das Grubenfeld von Hohneujahr durchschlägig. Bis 1709 erhielt man hier den halben Stollnneunten. Man hatte sich mit den Gewerken von Neujahrs Maaßen in einem Vergleich zu dem halben Neunten einigen müssen. Bis 1709 wurden von dem Neunten 3212 Taler Ausbeute gezahlt. Das entspricht etwa 62,5 kg Silber. Zwischen 1715 und 1721 wurden durch den Stollnhieb 31 kg Silber gewonnen. Der Stolln hatte für die Entwässerung und dem bergmännischen Aufschluss des gesamten Fastenbergs eine wesentliche Bedeutung, unter anderem auch für die im westlichen Feld liegenden Gruben Gotthelf Schaller, Brüder Lorenz, Neu Leipziger Glück, Hoh Neujahr und Erzengel Gabriel. Daher wurde er 1829 vom Staat als Königlicher Stolln übernommen. Damit konnten bruchgefährdete Stollnbereiche neu aufgefahren werden, die nötige Aufwältigung begonnen und der Stolln sicher unterhalten werden. Seine Länge betrug zu der Zeit etwa 4,8 km.
1836 wurden im Zuge eines folgenden Tiefbauprojektes unter dem Namen Vereinigt Feld im Fastenberge die Arbeiten im Stolln intensiviert und mit der Aufwältigung des Stollnflügels in Richtung der Gruben Hohneujahr und Erzengel Gabriel begonnen. In den nächsten Jahren wurden im Stolln umfangreiche Mauerungen durchgeführt und der Stolln weiter vorangetrieben. Das Feld von Erzengel Gabriel wurde 1846 erreicht.
Um den Schaarschacht als zweiten Hauptschacht des Grubenfeldes der am 11. März 1838 gegründeten Gesellschaft Vereinigt Feld im Fastenberge zu nutzen, wurde der Schacht bis zum Gnade Gottes Stolln ausgebaut und erhielt einen neuen Wassergöpel mit Treibehaus. Um den Wassergöpel mit Aufschlagwasser zu versorgen, wurde vom Mundloch des Henneberger Erbstollns bis zum Römisch-Adler-Kunstgraben ein neuer, 2506 m langer Kunstgraben gebaut. 1842 ging die Förderanlage in Betrieb. 1845 hatte die Aufwältigung des Schaarschachtes die unter der Gnade-Gottes-Stollnsohle bei 640 m NN liegende 26-Lachter-Sohle erreicht und es wurde mit der weiteren Teufe des Schachtes begonnen. 1848 wurde die bei 561 m NN liegende 62-Lachter-Sohle angeschlagen. Der Durchschlag der vom Frisch Glück Kunst- und Treibeschacht getriebenen auf gleicher Höhe liegenden 78-Lachter-Sohle erfolgte 1852. Im gleichen Jahr ging auch die seit 1849 im Bau befindliche Wassersäulenmaschine im Schaarschacht in Betrieb. Nach dem Durchschlag begann man mit der weiteren Teufe des Schachtes. 1854 wurde bei 532 m NN die später angeschlagene 95-Lachter-Sohle erreicht. Die Teufe wurde 1857 bei 514,8 m NN ohne einen weiteren Sohlenanschlag eingestellt. Der Schacht hat damit eine Gesamtteufe von 311 m.
Mit der Einstellung des Tiefbauprojektes im Jahr 1867 wurden auch die Arbeiten im Schaarschacht eingestellt.
Der Grubenbetrieb beschränkte sich auf Baue oberhalb des Stollns, vor allem im Vollmond Spat und dem Hohneujahr Morgengang. Am 22. Juli 1895 wurde der rekonstruierte Wassergöpel im Schaarschacht wieder in Betrieb genommen. In diesem Zusammenhang begann der Neuaufschluss des wismuterzführenden Hohneujahr Morgengangs im Niveau der 26-Lachter Sohle. 1904 wurde am Schaarschacht auf der 691-m-Sohle des Gnade Gottes Stollns eine Schwamkrugturbine als Fördermaschine eingebaut, die das alte Kehrrad ersetzte. Mit dem weiteren Sümpfen der Grubenbaue konnte 1906 auf der bei 550 m NN liegenden 40-Lachter-Sohle der Betrieb aufgenommen werden. In der Wäsche von Gnade Gottes wurden nach den seit dem Jahr 1901 erfolgreich durchgeführten Versuchen der Salzsäurelaugung von armen Wismuterzen 4 große Laugungsgefäße mit maschinellem Rührwerk eingebaut.
Da die Förderanlage des Schaarschachtes nur bis zur Sohle des Gnade Gottes Stollns eingerichtet war, wurde 1909 in einem Blindschacht zwischen der Gnade Gotteser Stollnsohle und der 26-Lachter-Sohle eine elektrische Blindschachtfördermaschine eingebaut. Der Strom wurde mit einer auf dem Gnade Gottes Stolln stehenden Peltonturbine erzeugt, die ihr Aufschlagwasser aus der zum Wasserspeicher umgebauten Kehrradstube erhielt. Die im Jahr 1912 begonnene Aufwältigung des Gnade Gottes Stollns wurde 1913 fortgesetzt. Der Stolln wurde dabei zur Erleichterung der Förderung mit Eisenschienen ausgerüstet.
Weiterhin wurde ein in das ehemalige Feld der Gewerken Hoffnung führender Stollnflügel aufgewältigt, um die dort vermuteten Wismuterze zu erschließen. Die Arbeiten wurden 1918 ergebnislos abgebrochen. Im gleichen Jahr wurde der Schaarschacht von der 40-Lachter-Sohle bis zur 62-Lachter-Sohle aufgewältigt und zur Förderung eingerichtet. Auf der 62-Lachter-Sohle wurde 1919 ein Querschlag zur Erschließung des Hohneujahr Morgenganges angeschlagen. Aus Geldmangel wurden die Vortriebsarbeiten erst 1923 aufgenommen und bereits im selben Jahr wieder eingestellt. Im Jahr 1925 wurden die Arbeiten wieder aufgenommen und der Gang am Jahresende nach einer Gesamtauffahrung von 97,6 m erreicht. Auch im ehemaligen Feld der Gewerken Hoffnung wurden die Arbeiten 1926 wieder aufgenommen und u. a. ein 74 m hohes Überhauen vom Gnade Gottes Stolln zum Eleonora Stolln aufgefahren. Der 1927 um 40 % gefallene Wismutpreis führte zur Einstellung aller Vortriebs- und Ausrichtungsarbeiten. Um Kosten zu sparen, wurde die Grube modernisiert. Im Gnade Gottes Stolln wurde 1927 auf einer Länge von 3,5 km die Förderung mit einer 2 PS starken Akkulok aufgenommen. Dazu mussten auf der gesamten Länge stärkere Gleise eingebaut werden. Der Schaarschacht wurde 1929 rekonstruiert und eine Skipanlage zur Förderung der tauben Massen eingebaut. Aufgrund der drastisch gesunkenen Wismutpreise, im Vergleich zu 1925 auf 14 %, wurden 1930 alle Arbeiten eingestellt. Mit finanzieller Unterstützung des sächsischen Staates wurden im Herbst 1933 die Untersuchungsarbeiten wieder aufgenommen. Da die Tiefbaue nach einem Unwetter vom 6. Juli 1931 immer noch geflutet waren, beschränkten sich die Arbeiten auf die Gnade-Gottes-Stollnsohle und darüber liegende Baue.
Im Rahmen der Autarkiebestrebungen des Deutschen Reiches wurden für Wismuterze Förderprämien gezahlt. Mit Hilfe dieser finanziellen Mittel wurde der Grubenbetrieb forciert. 1935 wurden die tiefen Sohlen gesümpft, der Schaarschacht bis zur 62-Lachter-Sohle ausgebaut und ein neues Schachtgebäude errichtet. 1936 wurde im Schaarschacht bei 531,80 m NN die 300-m-Sohle angeschlagen. Ihre Teufe ist mit der 95-Lachter-Sohle im Frisch Glück Schacht identisch. Ziel war hier die tiefe Untersuchung mehrerer Erzgänge. Im gleichen Jahr wurde die neue elektrische Fördermaschine in Betrieb genommen. 1937 wurde an der Eibenstocker Straße ein Erzbunker errichtet. Von hier aus wurden die im Schaarschacht geförderten Erze zur Aufbereitung nach Schneeberg transportiert. In der Folge wurde die Förderung im Gnade Gottes Stolln bis zum Mundloch eingestellt.
Bis zum Ende des Zweiten Weltkrieges war der Schaarschacht der Hauptförderschacht des Reviers. Aufgrund der autarken Energieversorgung konnte das Grubengebäude auch 1945 wasserfrei gehalten werden. Im Herbst 1945 wurde die Grube das erste Mal von sowjetischen Geologen befahren. Nach der Übernahme der Schachtanlage durch die sowjetische Besatzungsmacht am 15. Juli 1946 wurde der Schacht als Schacht 18 der späteren Wismut AG zu einem der Förderschächte des Objektes 01. Der Schacht hatte einen lichten Querschnitt von nur 7,5 m2, dazu war die Schachtröhre tonnlägig und zweimal gebrochen (die Neigung wechselte zweimal). Seilfahrt für die Mannschaft war nicht möglich. Für einen modernen Grubenbetrieb war der Schacht deshalb auf die Dauer wenig geeignet. 1948 wurde daher 400 m westlich des Schachtes ein neuer leistungsfähiger Förderschacht (Schacht 53) geteuft, der 1949 in Betrieb ging. Der Schaarschacht diente nur noch der Erzförderung. Zu diesem Zweck war neben dem alten Erzbunker an der Eibenstocker Straße ein weiterer Erzbunker erbaut worden. Von hier wurde das Erz mit Lkw in die Aufbereitung gefahren. Beide Schächte bildeten zusammen die Schachtverwaltung 18/53. Nach Erschöpfung der Erzvorräte wurde die Schachtverwaltung 18/53 am 1. April 1957 aufgelöst. Im Jahr 1958 wurde das Gelände des Schachtes 53 als Kulisse des Films Sonnensucher genutzt.
Die übertägigen Anlagen der beiden Schächte wurden im Mai 1959 von der SDAG Wismut an die DDR-Behörden übergeben und anschließend abgerissen. So wurde 1960 das 1935 an der Stelle des baufälligen Vorgängerbaues errichtete Treibehaus des Schaarschachtes abgebrochen. Die Schachtröhren wurden mit Betonplomben gesichert. 2003/2004 wurde die Halde des Schaarschachtes abgetragen und der Schacht erhielt eine neue Betonplombe. Bei diesen Arbeiten wurde der alte Schachtkopf und die Gestängeschächte des Kehrrades freigelegt. Fachgerecht aufgemauert können sie heute besichtigt werden.
Bis zum Jahre 1800 wurde aus dieser Fundgrube mindestens 3154 kg Silber gewonnen.

## Gnade Gottes Fundgrube

### Geschichte
Die Gnade Gottes Fundgrube und die beiden nächsten oberen Maaßen wurden gleichzeitig mit dem Stolln im Jahre 1663 gemutet und auch bestätigt. Sie befinden sich im Bereich des vorderen Stollnverlaufs. In den folgenden Jahren wurden die weiteren oberen Maaßen ebenso gemutet und bestätigt. Über die weitere Existenz bzw. der Betriebsgeschichte dieser Fundgrube ist momentan noch zu wenig bekannt.

## Gnade Gottes und Neujahrs Maaßen
Aufgrund Gangstreitigkeiten in den Jahren 1717 / 1718 wurde das gemeinschaftliche Grubenfeld von Gnade Gottes und Neujahrs Maaßen mittels eines Vergleichs gegründet. Durch Übernahme weiterer Grubenfelder, so z. B. Teile von Gabe Gottes wuchs dieses gemeinschaftliche Feld nach 1750 mit zu einem der bedeutendsten Berggebäude Johanngeorgenstadts heran. Unter dessen Regie erfolgte u. a. ab 1795 die Teufe, Herstellung und der Betrieb des Schaarschachtes. Bei dieser für den weiteren Grubenbetrieb sehr wichtigen Arbeit wurde 1802 der Durchschlag mit der Tagesoberfläche erreicht. Man ersparte sich damit u. a. den einen Kilometer langen Förderweg bis zum Mundloch des Gnade Gottes Stollns. Das gemeinschaftliche Grubenfeld wurde im Jahr 1821 aufgelöst, da sich beide Berggebäude vereinigten. In diesem Zusammenschluss ging Gnade Gottes und Neujahrs Maaßen im März 1838 in Vereinigt Feld im Fastenberge auf.